# Hemigrammopetersius barnardi
Hemigrammopetersius barnardi es una especie de peces de la familia Alestidae en el orden de los Characiformes.

## Morfología
Los machos pueden llegar alcanzar los 7 cm de longitud total.

## Alimentación
Come pequeños insectos y invertebrados. 

## Hábitat
Es un pez de agua dulce y de clima tropical (24 °C-27 °C).

## Distribución geográfica
Se encuentran en África.